# 秦岭隧道 (宝成铁路)
宝成铁路秦岭隧道位于宝成铁路青石崖站和秦岭站之间，全长2363.6米。
其长度仅次于会龙场隧道，为宝成铁路的第二长隧。
宝成铁路出杨家湾站后以3个马蹄形和1个螺旋形的展线上升800余米，通过此隧道穿过秦岭垭口，进入嘉陵江流域并到达秦岭站。